# Paulo Vogt
Paulo Cesar Vogt (Brasil, 7 de febrero de 1977), futbolista brasileño, con nacionalidad portuguesa. Juega de delantero y su actual equipo es el FC Solothurn de Suiza.

## Clubes
| Club             | País          | Año         |
| ---------------- | ------------- | ----------- |
| FC Kreuzlingen   | Suiza         | 2000        |
| FC Schaffhausen  | Suiza         | 2001        |
| FC Baden         | Suiza         | 2001 - 2002 |
| FC Winterthur    | Suiza         | 2002 - 2003 |
| FC Vaduz         | Liechtenstein | 2003 - 2004 |
| FC Luzern        | Suiza         | 2004 - 2005 |
| FC Sion          | Suiza         | 2005 - 2006 |
| Metalurg Donetsk | Ucrania       | 2006 - 2008 |
| APEP Pitsilia    | Chipre        | 2008 - 2009 |
| FC Chiasso       | Suiza         | 2009-2010   |
| FC Solothurn     | Suiza         | 2010-       |

- Datos: Q644601